# Jonathan Sachs
Jonathan Sachs (* 25. Juni 1947 in Baltimore, Maryland) ist ein US-amerikanischer Programmierer. Er studierte am MIT und erwarb dort 1970 einen Bachelor in Mathematik. In der Folgezeit arbeitete er auch weiterhin am Institut und entwickelte dort Mitte der 1970er-Jahre die Programmiersprache STOIC, die in einigen Aspekten an Forth erinnert. Nach eigenen Angaben ist STOIC die dritte Forth-Entwicklung, die er gemacht hat.
Nachdem er das MIT verlassen hatte kreierte er 1982 die erste Version der Tabellenkalkulation Lotus 1-2-3 und gründete im selben Jahr zusammen mit Mitch Kapor die Lotus Development Corporation, der er 1985 den Rücken kehrte. Heute arbeitet er für sein in Cambridge (Massachusetts) ansässiges Unternehmen Digital Light and Color, das Bildbearbeitungsprogramme herstellt.